# Ian Hüter
Ian Hüter (* 22. Oktober 1997 in Neuss) ist ein deutscher Handballspieler, der zusätzlich die US-amerikanische Staatsbürgerschaft besitzt.

## Karriere

### Im Verein
Hüter spielte bereits in seiner Jugend für den TSV Bayer Dormagen. Mit Bayer Dormagen spielte er in der 2. Bundesliga. Im Sommer 2024 wechselte er zum ASV Hamm-Westfalen. Ein Jahr später schloss er sich der HSG Nordhorn-Lingen an.

### In Auswahlmannschaften
Hüter ist der Kapitän der Nationalmannschaft der Vereinigten Staaten. 2019 nahm er an den Panamerikanischen Spielen in Lima teil. Dort belegte er mit den USA den sechsten Platz. 2022 gewann er mit dem Team die Nordamerikanische und karibische Handballmeisterschaft und qualifizierte sich damit für die Weltmeisterschaft 2023. Bei der Weltmeisterschaft 2023 warf er 18 Tore in sechs Spielen für seine Mannschaft, die das Turnier nach der Hauptrunde auf dem 20. Platz abschloss. Bei der Weltmeisterschaft 2025 warf er 17 Tore in sieben Spielen und belegte mit dem Team USA den 27. Platz.

## Privates
Hüters Mutter ist gebürtige Amerikanerin, sodass er die Staatsbürgerschaften beider Länder besitzt. Sein Bruder Patrick Hüter spielt mit ihm in der Nationalmannschaft und ebenfalls seit der Jugend für den TSV Bayer Dormagen.